# Charles Grier Sellers
Charles Grier Sellers Jr. (9 septembre 1923 – 23 septembre 2021) est un historien américain. Il est surtout connu pour son livre The Market Revolution: Jacksonian America, 1815-1846 qui propose une nouvelle interprétation des événements économiques, sociaux et politiques qui se déroulent pendant la révolution du marché aux États-Unis.

## Jeunesse et éducation
Charles Sellers est né à Charlotte, en Caroline du Nord, le 9 septembre 1923. Sa mère, Cora Irene (Templeton), travaille pour une société ecclésiale ; son père, Charles Grier Sellers, est cadre chez Standard Oil et descend d'une famille de « fermiers à deux mulets ». Sellers est un passionné d’ornithologie ; en 1937, à l'âge de 14 ans, il cofonde le Mecklenburg Audubon Club avec Elizabeth Clarkson et Beatrice Potter, qui devient plus tard la Mecklenburg Audubon Society. Il obtient un baccalauréat ès arts du Harvard College en histoire et littérature en 1947 (promotion 1945), diplômé Magna Cum Laude. Il vit à Grays Hall pendant sa première année. Son diplôme est retardé jusqu'en 1947 par son service dans le 85e régiment d'infanterie de la 10e division de montagne de l'armée américaine. Il sert dans l'armée de 1943 à 1945 et atteint le grade de sergent d'état-major. Il obtient son doctorat en philosophie de l'Université de Caroline du Nord à Chapel Hill en 1950.

## Carrière
Sellers travaille d'abord comme professeur adjoint au département d'histoire de l'Université du Maryland de 1950 à 1951. Il enseigne ensuite à l'Université de Princeton pendant huit ans. En 1958, il rejoint l'Université de Californie à Berkeley, où il est promu professeur associé puis professeur titulaire. Il y enseigne de 1958 à 1990. Il est membre du Center for Advanced Study in the Behavioral Sciences de l'Université Stanford en 1960 et 1961. Il remporte une bourse Guggenheim en 1963. Un an plus tard, il est professeur invité au Colegio de Mexico. En 1967, il remporte le prix Bancroft d'histoire américaine pour le volume II de sa biographie du président James K. Polk, intitulée James K. Polk : Continentalist, 1843-1846. Il est ensuite professeur Harold Vyvyan Harmsworth d'histoire américaine à l'Université d'Oxford au cours de l'année universitaire 1970-1971.
Sellers est membre de la Southern Historical Association, de l'Organisation des historiens américains (OAH) et de la Société américaine d'histoire (AHA).

### La révolution du marché: l’Amérique jacksonienne, 1815-1846
Lorsqu'il est publié pour la première fois en 1991, le livre de Charles Sellers, The Market Revolution: Jacksonian America, 1815-1846, représente un défi scientifique majeur pour ce qui est jusqu'alors l'un des thèmes centraux de l'histoire des États-Unis : celui de la démocratie et du capitalisme marchant ensemble et en harmonie. Le livre est initialement commandé pour faire partie de la série Oxford History of the United States, mais sa critique de l’idéal historiographique du capitalisme consensuel et démocratique aux États-Unis conduit Oxford University Press à le publier en dehors de la série. L'un des arguments centraux du livre est que les historiens ont largement ignoré « la majorité jacksonienne stressée et résistante », choisissant plutôt de chanter les louanges du capitalisme et d'ignorer les preuves selon lesquelles la démocratie aux États-Unis s'est développée en grande partie dans la résistance au capitalisme, plutôt qu'en accord avec le capitalisme. Le livre de Sellers marque profondément tous les débats ultérieurs autour de la révolution du marché aux États-Unis.

## Vie privée
Il se marie trois fois. Ses deux premiers mariages se soldent par un divorce. Il reste marié à Carolyn Merchant jusqu'à sa mort. Il a trois enfants.
Il est décédé le 23 septembre 2021 à Berkeley, en Californie, à l'âge de 98 ans.

## Livres
- James K. Polk, Jacksonian, 1795–1843, Princeton University Press, 1957 (lire en ligne )[11]
- The Southerner as American, E. P. Dutton, 1960, « The Travail of Slavery »[11]
- Andrew Jackson, Nullification and the State-Rights Tradition, Chicago, Rand McNally, 1961[11]
- A Synopsis of American History, Chicago, Rand McNally, 1963, « The Market Versus the Agrarian Republic »[11]
- James K. Polk: Continentalist, 1843–1846, Princeton University Press, 1966 (Bancroft Prize)[11]
- Andrew Jackson: A Profile, Hill and Wang, 1971 (ISBN 978-0-8090-6051-1)
- Charles G. Sellers, "Boom for President," in Charles Sellers, ed., Andrew Jackson: A Profile (New York: Hill and Wang, 1971), pages 57–80[11].
- Charles Grier Sellers, Henry Farnham May et Neil R. McMillen, A Synopsis of American History, Chicago, I. R. Dee, 1974 (ISBN 978-0-929587-74-5, lire en ligne ) (7th Edition 1992)
- As It Happened: A History of the United States, New York, McGraw-Hill, 1975 (ISBN 978-0-07-056179-3)
- The Market Revolution: Jacksonian America, 1815–1846, Oxford University Press, 1991 (ISBN 978-0-19-503889-7)